# Szczecinki międzyskrzydłowe

Tułów muchówki z nadrodziny Muscoidea w widoku grzbietowym: szczecinki międzyskrzydłowe oznaczone ia

Szczecinki międzyskrzydłowe (łac. chaetae interalares) – rodzaj szczecinek występujący na tułowiu niektórych muchówek.
Szczecinki te spotykane są tylko u przedstawicieli grupy Clyptrata. Silnie rozwinięte. Obecne są w liczbie od 1 do 3 i tworzą rządek ulokowany na zewnątrz od śródplecowych, jednak w dość dużej odległości od krawędzi śródplecza.